# Salima Machamba
Salima Machamba, o Ursule Machamba (Fomboni, 1º novembre 1874 – Pesmes, 7 agosto 1964), è stata l'ultima regina regnante di Mohéli dal 1886 al 1909.

## Biografia
Mohéli è una delle tre isole dell'arcipelago di Comore, situate tra Madagascar e Zanzibar, costituita in sultanato dal 1830 al 1909.
Salima era la figlia della sultana Fatima, cugina della sovrana malgascia Ranavalona I, nata dalla relazione con il commerciante francese Émile Charles Fleurot de Langle (1837-1881), da cui ebbe anche il principe Bakoko, morto nel 1901. Alla regina, deceduta nel 1878, succedette il secondogenito Abderremane: questi fu assassinato nel 1885, gli altri due esclusi per motivi politici o di salute e nessuno di loro ebbe discendenti. Ereditò il regno la dodicenne principessa Salima, assistita dal fratellastro Mahmudu bin Mohammed Makadara che, non gradito alla Francia, verrà poi estromesso.
La giovane sultana, la settima della dinastia Merina, si esprimeva in lingua francese a discapito di quella comoriana; musulmana sunnita, si convertì al cattolicesimo e assimilò i modelli di vita della cultura occidentale. Si trasferì a Saint-Denis nell'isola della Riunione, appartenente alla Francia, per completare i propri studi in un convento. Qui conobbe Camille Paule (1867-1946), gendarme borgognone addetto al servizio della sua scorta.
Nel 1886, appena salita al trono, la regina dovette accettare, con un decreto controfirmato dal tutore, il protettorato prescritto dalla Francia. Il 28 agosto 1901 sposò Camille nella cattedrale di San Dionigi (Saint-Denis) con una fastosa cerimonia. Rientrò con lui, che non ricevette la nomina di principe consorte, a Fomboni insediandosi nel palazzo reale dove era nata e risiedeva sua madre.
Il matrimonio, però, fu contestato dall'incaricato residente a Mohéli, rappresentante del governo di Parigi, che sollecitò la sultana a scegliere tra il trono e un marito di basso rango. Nacque un vero e proprio caso diplomatico: Salima, nel 1909, preferì rinunciare alla corona e andare in esilio a Cléry, in Borgogna-Franca Contea, paese natio di Camille Paule. La famiglia reale s'imbarcò su una nave che, attraverso il canale di Suez, giunse a Marsiglia, dopo un lungo viaggio. Intanto Mohéli, abolito il sultanato, acquisì il nuovo status di colonia.
La coppia reale ebbe i seguenti figli:
- Luisa (1902-1989), principessa di Mohéli (madre di Cristiana);
- Luigi Camillo (1907-1983), principe di Mohéli (padre della principessa Anna Ursula, nata nel 1941, pretendente al trono e moglie di Jean-François Etter);
- Camillo Fernando (1917-2007), principe di Mohéli.

Nel 1946 l'ex regina, titolare di una congrua pensione di Stato, rimase vedova e decise di trasferirsi nel borgo di Pesmes dove, riverita da tutti, si occupò di una tenuta agricola. Organizzò una piccola corte in esilio in quanto capo della famiglia reale (ma non desiderò rivedere le sue isole), senza rinunciare al trattamento di maestà e alle prerogative dinastiche, come il conferimento dell'Ordine della Stella, ancora esistente, e dei titoli nobiliari. Nel 1960 il Presidente della Repubblica francese Charles de Gaulle onorò Salima di una personale visita. La sovrana morì nonagenaria il 7 agosto 1964 e venne sepolta nella tomba del coniuge presso il cimitero di Pesmes.

## Galleria d'immagini

Mappa di Mohéli
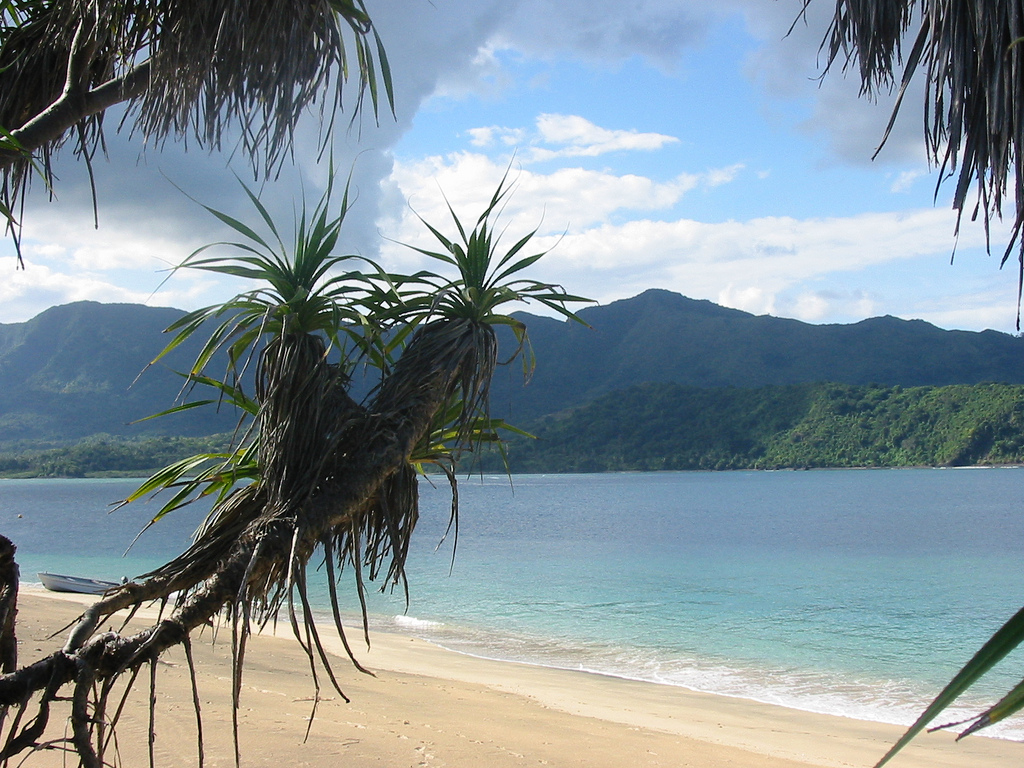
Veduta di Mohéli
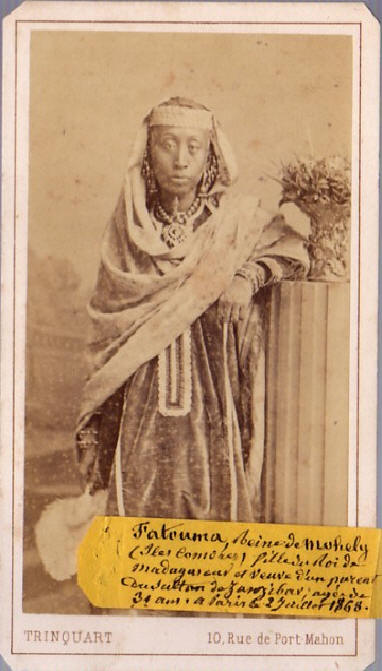
La regina Fatima madre di Salima
Ordine reale della Stella di Mohéli
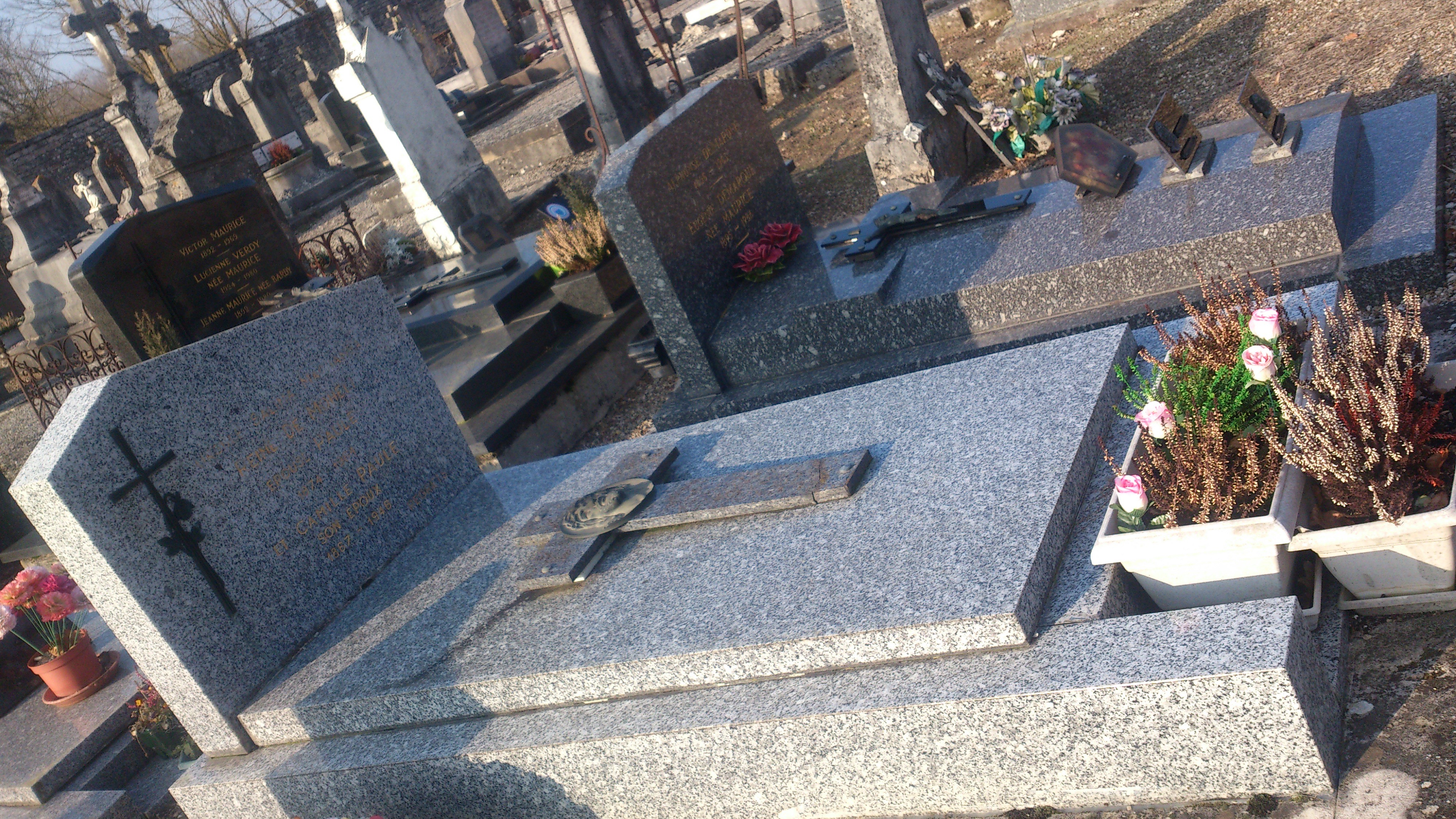
Tomba della regina a Pesmes
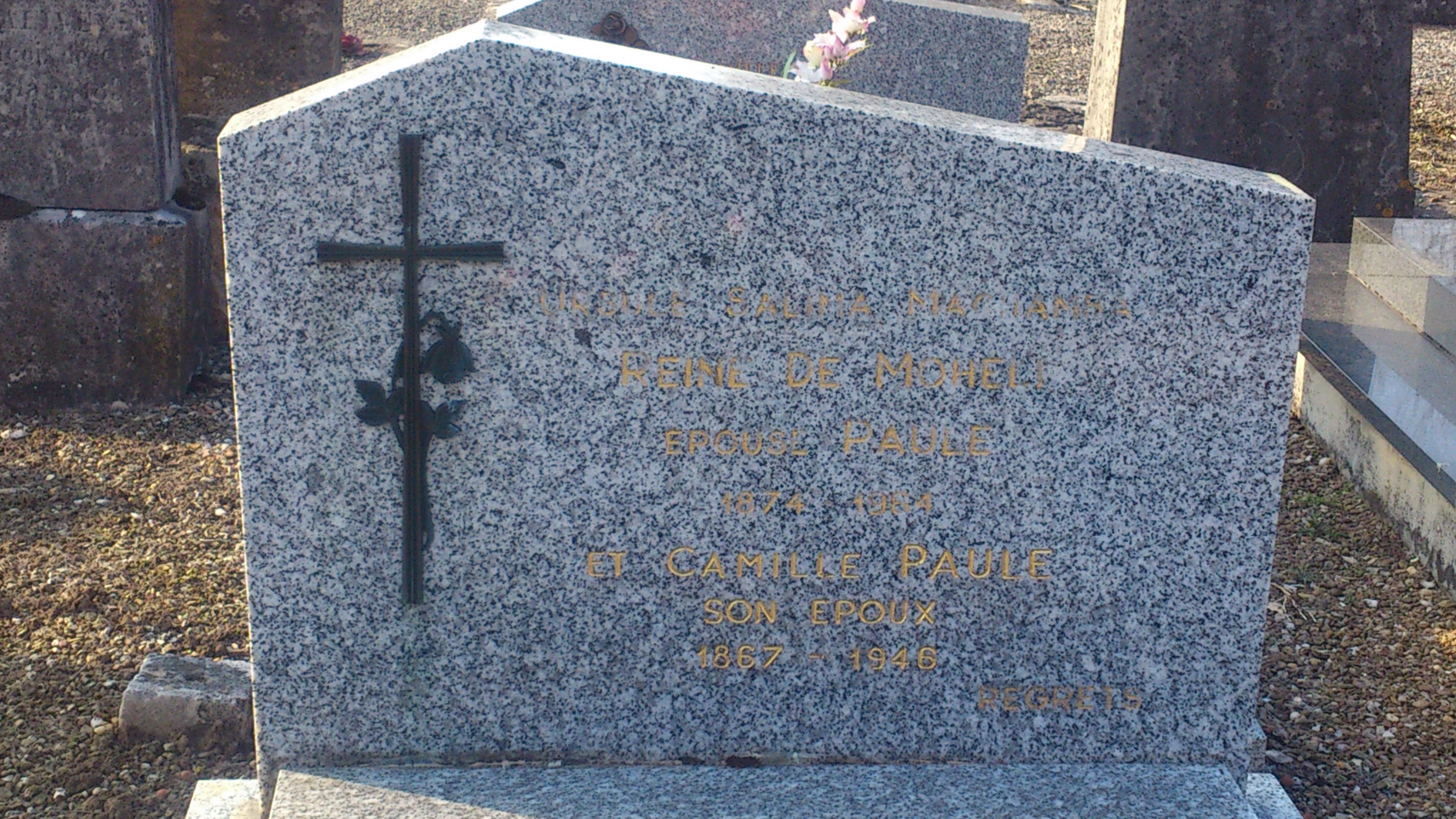
Lapide funebre di Salima e Camille (Pesmes)